# 踊る大捜査線 THE MOVIE3 ヤツらを解放せよ!
『踊る大捜査線 THE MOVIE 3 ヤツらを解放せよ!』（おどるだいそうさせん ザ ムービー スリー ヤツらをかいほうせよ）は、2010年7月3日に公開された日本映画である。
キャッチコピーは、「He's back.」、「さらば、湾岸署。」、「最悪が占拠する」、「湾岸署、封鎖されちゃいました。」、「SET THE GUYS LOOSE」。

## 概要
フジテレビ製作の連続テレビドラマ『踊る大捜査線』の劇場版第3作。呼称はOD3。前作から7年ぶりで、スピンオフ映画である『交渉人 真下正義』および『容疑者 室井慎次』を含めると5年ぶり、シリーズ全体から見れば2007年の『警護官 内田晋三』以来3年ぶりの作品にあたる。
撮影は2010年1月6日から3月15日まで行われた。2004年に逝去したいかりや長介が演じた和久平八郎は病死した設定となっており、本編上においては過去作でのいかりやの音声による和久平八郎のセリフが青島の行動のSE（心の声）として流れるシーンがあり（事実上のライブラリ出演）、更に和久が生前書き残した「和久ノート」と前作で青島が託された指導員腕章が登場し物語の重要な鍵となる。そして本作では彼の甥っ子に当たる伊藤淳史演じる和久伸次郎が新たに登場する。
また、ドラマシリーズ第1話からの全ての本編と『交渉人 真下正義』にも登場した柏木雪乃は産休中という設定で、スペシャル版から登場しスピンオフ映画にも登場した新城賢太郎も今作では登場せず、それぞれを演じる水野美紀と筧利夫は出演していない。製作側の事情として、水野が所属事務所バーニングプロダクションから独立し、代わりにスピンオフドラマ『湾岸署婦警物語 初夏の交通安全スペシャル』に主演した内田有紀が同事務所所属に復帰したため、内田が今作への出演を果たしている。
副題の「ヤツら」とは、ドラマシリーズから前作までに登場した青島が関わった事件の犯人達のことを示しており、その中で小泉今日子、稲垣吾郎、伊集院光、岡村隆史が本作で再出演を果たしている。
なお、本作では音楽担当が前作までの松本晃彦から菅野祐悟に変更されている。ただし、メインテーマを含む幾つかの曲は松本が書いた楽曲がそのまま、またはアレンジされて使用されている。
劇中の設定では、2010年3月31日の新湾岸警察署開署式を目前に控えた2010年3月28日から30日までの3日間に8つの事件が発生する。主人公青島俊作の係長への昇進、旧湾岸署から新湾岸署への引越し、新しいメンバーの増加等、7年の期間が過ぎた分、これまでのシリーズ作品から継続された方向性の作品ではなく、テーマを再設定し直した「新・踊る大捜査線 第1話」のような位置づけとして製作されたという。またそのことから、タイトルバックのシーンではテーマ曲『Rhythm And Police』をサウンドトラックに使用せず、テレビドラマ第1話と同様の『C.X.（Orchestra Version）』を使用。ならびに映像においてもテレビドラマ第1話のタイトルバックで使用したお台場の空撮映像をイメージしたカメラワークで再撮影された。
本作では前述の「ヤツら」の再登場やタイトルバックも含め、パトカーのスタントや、緒方と森下の竿の取り合い、レインボーブリッジでの渋滞など、過去作品のオマージュとも言える描写が作中ではなされている。

## 興行成績
全国447スクリーンで公開。テレビ局など公共の電波媒体を使った大量の宣伝展開と前作からの期待が奏功して、初日2日間で興収9億7,199万3,450円、動員は70万7,399人で週末興行ランキングで第1位を記録した（ちなみに興行収入173億円を記録した前作の公開初日2日間は興収12億4,400万円）。しかし、2週目からは週末興行ランキングで一気に3位に転落し、週末2日間6億7,300万円と落ち込みが激しく、69.2%とシリーズ最大の下落率となった。最終興行成績は73.1億円で、2010年度興行収入邦画第3位だったが、興行記録と観客動員数ともに前作の半分以下であり、シリーズ最大規模のスクリーン数を確保しながら前作、前々作を大幅に下回る厳しい興行に終わった。

## ストーリー
2010年3月28日。湾岸署は3日後の新湾岸署の開署にむけて、刑事課強行犯係の係長・警部補となった青島俊作の指揮の下、引越しの準備で騒然となっていた。
引っ越し作業の最中、管内でバスジャック事件とネットワークで管理された金庫がクラッキングでこじ開けられた銀行強盗事件が立て続けに発生。青島やすみれがそれぞれ現場に急行するが、どちらも「何も盗られていない」という妙な共通点があった。その矢先、引っ越し業者の人材派遣登録スタッフに扮した若者達に、引っ越し中とはいえなぜか警備されていない新湾岸署の武器庫から拳銃を3丁盗まれてしまう。
翌朝、レインボーブリッジ付近で盗まれた拳銃によって射殺された遺体が発見され、青島は所轄と本庁の調整役（サーバントリーダー）の鳥飼誠一管理補佐官とコンビを組むことに。真下の後任の交渉課課長となった小池は、被害者がプレイしていたオンラインゲームを通じて犯人に接触。そこで犯人は、かつて青島が逮捕した犯罪者9名を解放させることを要求。それが飲めなければ盗んだ拳銃でさらなる無差別殺人を行うと宣言する。一方、警察庁では官僚達が会議室で事件の対策にあたることになるが、その中には広島県警から警察庁に異動となり警察庁長官官房審議官となっていた室井慎次がいた。あくまでテロに屈せず、現場を信じることにこだわる室井だったが、利害のみが交差する政治の場で正義と犠牲の狭間の選択を迫られる。
一方、青島は健康診断を担当した病院の医師から胸部に腫瘍が発見された可能性があることを伝えられ、気力を失ってしまう。後に誤診だったことが明らかになり、青島の暴走を懸念する神田署長らに黙殺されるが、和久平八郎の甥でもある新人刑事・和久伸次郎が持っていた「和久ノート」に記された教えに初心を思い出した青島は再び「死ぬ気で」事件へと立ち向かっていく。
犯人の真の目的が明らかになる中、犯人の策によって新湾岸署が封鎖され、すみれや真下ら署員達は、引っ越し業者と共に要塞となった建物の中に閉じ込められてしまう。さらに犯人は署内に設置した毒ガスを散布すると宣告した。そして青島の「命がけの捜査」は、唯一解放された犯罪者で、事件を背後で動かしていた日向真奈美と再び一対一での対決へと展開することになる。

## 登場人物
湾岸警察署
- 青島俊作（警視庁湾岸警察署刑事課強行犯係係長・警部補） - 織田裕二
- 恩田すみれ（警視庁湾岸警察署刑事課盗犯係主任・巡査部長） - 深津絵里
- 真下正義（警察庁長官官房付・警視（新・警視庁湾岸警察署署長）） - ユースケ・サンタマリア
- 和久伸次郎（警視庁湾岸警察署刑事課強行犯係・巡査部長） - 伊藤淳史
- 篠原夏美（警視庁湾岸警察署刑事課強行犯係・巡査部長） - 内田有紀
- スリーアミーゴス
  - 神田総一朗（警視庁湾岸警察署署長・警視正） - 北村総一朗
  - 袴田健吾（警視庁湾岸警察署刑事課課長・警部） - 小野武彦
  - 秋山春海（警視庁湾岸警察署副署長・警視） - 斉藤暁

- 魚住二郎（警視庁湾岸警察署警務課課長・警部） - 佐戸井けん太
- 中西修（警視庁湾岸警察署盗犯係係長・警部補） - 小林すすむ
- 緒方薫（警視庁湾岸警察署刑事課強行犯係主任・巡査部長） - 甲本雅裕
- 森下孝治（警視庁湾岸警察署刑事課盗犯係・巡査部長） - 遠山俊也
- 栗山孝治（警視庁湾岸警察署刑事課強行犯係・巡査（媒体によっては巡査部長）） - 川野直輝
- 王明才（警視庁湾岸警察署刑事課強行犯係・研修生） - 滝藤賢一

警視庁刑事部
- 一倉正和（警視庁刑事部捜査第一課管理官・警視正） - 小木茂光
- 鳥飼誠一（警視庁刑事部捜査第一課管理補佐官・警視） - 小栗旬
- 小池茂（警視庁刑事部交渉課課長・警視） - 小泉孝太郎
- 細川典文（警視庁刑事部捜査第一課、一倉の側近） - 貴山侑哉
- 倉橋大助（警視庁刑事部交渉課課長代理（交渉人補）・警部） - ムロツヨシ
- 渡辺敬祐（警視庁刑事部交渉課・警部補）- 石田剛太
- 木島丈一郎（警視庁刑事部捜査第一課第一特殊犯捜査係<SIT>専任管理官・警視） - 寺島進
- 浅尾裕太（警視庁刑事部捜査第一課第一特殊犯捜査係係長・警部） - 東根作寿英

警視庁警備部
- 眉田克重（警視庁警備部爆発物処理班班長・警視） - 松重豊
- 草壁中（警視庁警備部特殊急襲部隊<SAT>中隊長・警視正） - 高杉亘

警察庁幹部
- 室井慎次（警察庁長官官房審議官(刑事局担当)・警視監） - 柳葉敏郎
- 池神静夫（警察庁長官） - 津嘉山正種
- 町屋忠正（警察庁次長・警視監） - 辻萬長

その他
- 佐藤秀明（内閣官房副長官） - 大鷹明良
- 法務事務次官 - 上杉祥三
- 東京都知事 - 阿部秀司
- 健康診断担当医師 - 古舘寛治
- リポーター - 皆藤愛子
- テレビ中継記者（伊藤亜里沙） - 岩本幸子
- 三井一郎 - 三上市朗
- 和久平八郎（元湾岸署刑事課指導員） - いかりや長介（ライブラリ出演、クレジットなし）

ヤツら
- 田中文夫 - 近藤芳正（出演はなし）
  - 柏木満男（柏木雪乃の父親）殺人で逮捕（第1話）。本作の時点では既に刑務所を出所している。

- 野口達夫 - 伊集院光
  - ストーカーで逮捕（第5話）。出所後に強盗殺人で再々逮捕され（『弁護士 灰島秀樹』）、医療刑務所収監中だが、精神に異常を来たしているため、解放は見送られた。

- 岩瀬修 - 布川敏和（出演はなし）
  - 雪乃の元恋人で麻薬密輸で逮捕（第7話）。本作の時点では既に刑務所を出所している。

- 古田新太（役名は設定されていない・出演はなし）
  - 現金輸送車強奪犯で逮捕（『歳末特別警戒スペシャル』）。本作の時点では既に刑務所を出所している。

- 鏡恭一 - 稲垣吾郎
  - 強盗殺人で逮捕（『歳末特別警戒スペシャル』）。服役中だが、キリスト教に帰依し、自身の償いがまだ終わっていないとして解放を拒否。

- 柏田郁夫 - 宮藤官九郎（出演はなし）
  - 放火殺人未遂の実行犯で逮捕（『秋の犯罪撲滅スペシャル』）。本作の時点では既に刑務所を出所している。

- 坂下始 - 北山雅康（出演はなし）
  - 副総監身代金誘拐で逮捕（『THE MOVIE』）。本作の時点では既に刑務所を出所している。

- 増田喜一 - 岡村隆史
  - 連続婦女暴行で逮捕。吸血鬼の物真似をする（『THE MOVIE2』）。本作では解放される予定だったが、渋滞に巻き込まれ、時間切れで連れ戻される。

- 日向真奈美 - 小泉今日子
  - 猟奇殺人で逮捕（『THE MOVIE』）。本作では脱獄をするため心酔する若者達を犯行に走らせた主犯格。前作の事件で警察が捕まえに来ない事に業を煮やし自ら湾岸署に出向き死のうとするもその思いを果たせなかったため、今作で旧湾岸署内で殉教死を目論む。

犯人グループ
- 須川圭一 - 森廉
  - ゲームセンター窃盗事件で補導された生意気な小学生（第1話）。『歳末特別警戒スペシャル』でも登場し、着ぐるみを着た青島にちょっかいを出していた。今作では事件の実行犯を演じた。

- 瀬川クミ - 時東ぁみ
- 上村和彦 - 近藤フク
- 小柴亮平 - 札内幸太
- 稲田茂光 - 飯泉学

## スタッフ
- 監督 - 本広克行 (ROBOT)
- 脚本 - 君塚良一
- 音楽 - 菅野祐悟
- オリジナルテーマ曲 - 松本晃彦
- 製作 - 亀山千広、永田芳男
- プロデューサー - 臼井裕詞、安藤親広、村上公一
- アソシエイトプロデューサー - 瀬田裕幸、上原寿一
- 撮影 - 川越一成
- 照明 - 加瀬弘行
- 美術監督 - 梅田正則
- 美術デザイン - 棈木陽次
- 録音 - 加来昭彦
- 編集 - 田口拓也
- VFXスーパーバイザー - 石井教雄
- 選曲 - 藤村義孝
- 音響効果 - 大河原将
- キャスティング - 吉川威史
- 監督補 - 松川嵩史
- 制作担当 - 加藤誠、巣立恭平
- 脚本協力 - 金沢達也
- 協力 - 日本通運
- 協賛 - NTTドコモ
- supported by ドコモ動画
- 製作 - フジテレビジョン、アイ・エヌ・ピー
- 配給 - 東宝

## 備考
- 前作、前々作と同じく本作にも他の傑作映画やアニメ作品の模倣が見受けられ、劇中のストーリーや単語、画面上などに、特に黒澤明監督の『野良犬』を彷彿とさせるネタが仕掛けられている[注 2]。これは監督の本広が自身について「パクリ王」と公言しているため意図した演出とのこと。
- 今作で登場する和久ノートに書かれている言葉は、前作まで和久平八郎を演じたいかりや長介のセリフそのままである。そのため「なんてな」という口癖を本人がわざわざノートに書き記していたという設定になっている。
- 劇中に登場する新湾岸署は、実在する東京湾岸署に隣接するオフィスビル「the SOHO」の外観が使用された。ロケは同建物が開業する直前に行われたもの。
- 撮影は当初2009年秋を予定していたものの、脚本の君塚良一が織田サイドとの脚本校正作業に難航し、2010年正月明けに延期されたが、12月に入っても台本がスタッフの手に渡っていないなど、エキストラ募集にも影響した。
- 鳥飼が劇中で負傷するきっかけとなったノートパソコンはPowerBook G3で、『THE MOVIE』で日向真奈美が逮捕時まで使用（雪乃とのチャットに用いる）していたものと同系統である。
- 公式ウェブサイトの登録会員である「ネットワーク捜査員」へのエキストラ募集が、3事件に分けて行われたが参加回により雨天中止、事前中止、殆ど撮影無しの日程があり参加登録した「ネットワーク捜査員」からは残念がられた。
- プロデューサーの亀山千広やスタッフ、キャストいわく、本作のテーマは児童虐待事件や保護責任者遺棄致死事件ならびに秋葉原通り魔事件のような巻き添え殺人事件を意識して、「生と死」「もう一度生きる」「（生のための死はあれども）死のための生はない」などという設定があるらしい。
- オープニングは、従来の映画版とは異なりシリーズの定番楽曲である『RHYTHM AND POLICE』が使われない、タイトルテロップの出し方、健康診断ネタなど、かつてのTVシリーズの第1話を意識した構成やネタが頻出されている。
- 劇中のバスジャック事件で被害を受けたバスの運転手は、『交渉人 真下正義』の中で、東陽町駅に停車していた地下鉄車両クモE4-600の運転席の写真を職務中に携帯電話で撮影し、その後駅員を解雇された人物と同じである。この劇中での真下との共演はない。
- 副題になるなど今作の重要な要素として、凶悪犯9名の解放を要求するという構成であるが、9名中、5名が刑期を終えて出所していたという設定になっており、その5名は写真のみの出演である。
- 劇中で使用された備品の一部は大手リース会社 AZ-Sceneのリースであった。
- 実行犯の須川圭一の職業が「精神保健福祉士」となっているが、仕事の内容から「臨床心理士」の間違いである。また劇中の設定である「23歳で実務経験5年」の者はどちらの資格でも実際には存在しえない（精神保健福祉士は保健系および福祉系大卒、臨床心理士は大学院卒以上でないと受験資格が得られない）[5]。
- シリーズでこれまで志や友情を分かち合ってきた青島と室井だが、今作では、織田裕二と柳葉敏郎の共演シーンは極端に少なく本編ラストでようやく対面する。そこで室井の「これからは政治をする」という言葉に対して「楽しいですか？」と問いかけた青島へ、無言でクルマに乗り込んだ室井は「生意気な口を聞くな」という意味の「へっちゃまげな」という秋田弁でつぶやくやり取りが描かれている。

### 受賞・評価
- HIHOはくさいアワード第6位[6]
- 第7回蛇いちご賞作品賞受賞。
- TBSラジオ『ライムスター宇多丸のウィークエンド・シャッフル』のシネマハスラー2010年全映画ランキングでは対象56作品中ワースト5位[7]。

## 宣伝展開
- 実在企業がコラボ・スポンサーとして、NTTドコモ、日本通運、ローソン、明星食品の商品やサービスが本編中に露出する。そのため引っ越し業者は、作品中の架空の運送会社・カエル急便と日本通運が共同で担当する設定になっている。
- フジテレビ『めざましテレビ』番組内に「快盗愛子」枠が設定され、皆藤愛子と軽部真一が撮影現場からキャストインタビューなどを行い新情報を紹介し、織田裕二から青島コートを贈られその場で着せてもらうというシーンや、柳葉敏郎がインタビュー後に立ち去ろうとしてつまづくシーンなどがあり、さらに皆藤自身も実際に出演している。
- 公式ウェブサイトに、亀P動画として製作・プロデューサーの亀山千広による数分の撮影現場リポート動画が用意され、19回程配信された。
- 製作期間中より製作部のスタッフルームに監視カメラが設置され、公式サイトで早朝から深夜まで撮影進捗グラフや、編集ルームの模様が中継され、全国と台湾から大量の差し入れが届きその度に、カメラ前に備えられスタッフの感謝メモが添えられた。
- 公式ウェブサイトで、旧作（『容疑者 室井慎次』まで）から登録している「ネットワーク捜査員」は、個人情報の取り扱いが法令により厳密化したため、個人情報の管理はフジテレビが「フジテレビID」によって行うこととなり、odoru.com側では捜査員としてのプロフィール管理とコンテンツのみを提供する形式に変更された。
- 撮影現場で盛り上がったというラー油が公式サイトやTwitterなどで紹介されたが紛失したために更に話題になり、グッズとして制作出来ないか検討までされた。
- 映画公開に合わせて、踊る大捜査線レジェンズとしてテレビシリーズのノーカット版再放送が関東ローカルで実施された。
- 雑誌『ぴあ』、『日経エンタテインメント!』、日本映画naviなど各誌が20頁強の特集を組み、ぴあとキネマ旬報社からオフィシャルガイドブックが出版される。
- 完成披露試写会が予告され、ネットワーク捜査員1150組2300名が6月29日東京国際フォーラムに招待された。
- 2010年7月27日には邦画で最大の1日で3劇場10回の舞台挨拶を行っている。
- 映画の半券と一緒に応募すると、抽選で劇場用ポスター5種類セットが当たる「踊る大捜査線　THE PRESENT ポスターを解放せよ!」キャンペーンを実施。シリーズ3作目ということで各月の3日、13日、23日に応募を締め切り、7月13日～9月3日までの計10回そのつど抽選が行われ各回333名（合計3,330名）が当選するというものだった。

### 関連イベント
- 2010年4月3日には、実在する警視庁東京湾岸署の一日署長、一日副署長、一日刑事課長としてスリーアミーゴスの3人がパレードに出席した。
- 毎週金曜日夜21時から公式HP内コンテンツ「しゃべる大会議室」にて約2時間におよぶネット生放送「しゃべる大捜査線」（全8回）を実施し、第2回放送で7月2日まで毎週行うことが明らかになり、プロデューサーの亀山が「公開前夜にしゃべるやって翌日舞台挨拶?前々夜祭ってことは7月1日も?寝れないじゃない」という過密スケジュールも発言した。この発言が切っ掛けか、しゃべるの最終回は金曜から木曜に変更され、前夜祭（OD1、OD2、OD3の連続上映+舞台挨拶）は無事金曜日に行われた。なお、公開当日の舞台挨拶には亀山は登壇していない。
- 湾岸署の署歌が今作で制作され、署歌を使った予告編が、第2回しゃべる大捜査線で紹介されるも「使われることは無い」としながらも（実は本編ラストで数十秒流れる）、署歌を印字した湯呑み茶碗を公式グッズとして制作した。
- 第4回のしゃべる大捜査線で、プロデューサーの亀山が数日風邪で休んでいたが鼻声で出演し、翌日に監督の本広が自責の念をツイッターに投稿した[8]。
- オフラインイベント「集う大捜査線」として札幌、名古屋、大阪、福岡でネットワーク捜査員の募集が行われ、お手伝いも同時募集した（制服が用意されカエル急便のつなぎが紹介される）、この「集う」では各会場で今まで名前の付いていなかったキャラクターに名前を付けるという試み（ネットワーク捜査員から名前候補を募集）が行われ、爆発物処理班班長、草壁中隊長、秋山副署長、神田署長の正式な姓名が発表された。

### Blu-ray / DVD
2011年2月2日発売。本編ディスクには初回生産限定特典として、『警護官 内田晋三』を収録。販売元ポニーキャニオン。
- スタンダード・エディション（1枚組）
  - 映像特典：特報・劇場予告編・TVスポット集、音声特典：オーディオコメンタリー（製作：亀山千広×脚本：君塚良一×監督：本広克行）
- プレミアム・エディション（3枚組）
  - ディスク1・本編（スタンダード・エディションと同様）、ディスク2・特典DVD1：メイキング of 『踊る大捜査線 THE MOVIE3』、未公開シーン集、キャストインタビュー、湾岸署歌（カラオケ付）、新湾岸署MAP、ディスク3・特典DVD2：イベント映像集〜製作報告会見から大ヒット舞台挨拶まで〜、踊れ 怪盗愛子、特製アウターケース付き
- カエル急便おまとめパック（5枚組・初回限定生産） - プレミアム・エディション（3枚）、『係長 青島俊作 THE MOBILE 事件は取調室で起きている!』DVD、『深夜も踊る大捜査線3』DVD

### 書籍
- 『踊る大捜査線 THE MOVIE 3 ヤツらを解放せよ! 完全読本』（ぴあ 2010年6月21日発売） ISBN 978-4-8356-1346-8
- 『踊る大捜査線 THE MOVIE 3 ヤツらを解放せよ!』（扶桑社、2010年7月29日発売） ISBN 978-4-5940-6255-2
- 『踊る監督日記～踊る大捜査線 THE MOVIE 3 ヤツらを解放せよ!～ 』（講談社、2010年8月27日発売） ISBN 978-4-0621-6443-6
- 『踊る大捜査線 THE MOVIE 3　ヤツらを解放せよ!シナリオ・ガイドブック』（キネマ旬報社キネ旬ムック 2010年8月31日発売） ISBN 4-8737-6710-5

### サウンドトラック（BGM）
劇中では「Rhythm And Police」や、「C.X.(Orchestra Version)」、「OTOBOKE」といった松本晃彦の楽曲も使用されているが、このサウンドトラックに収録されているのは菅野祐悟の楽曲のみである。
- 『ORIGINAL MOTION PICTURE SOUNDTRACK THE MOVIE3 』（2010年7月7日発売）

## テレビ放映
- 地上波放送・関東地区のみ記載。
- 視聴率はビデオリサーチ調べ。関東地区でのデータ。

| 回数 | 放送局     | 放送枠         | 放送日         | 放送時間    | 放送分数 | 平均世帯 視聴率 | 備考 |
| ---- | ---------- | -------------- | -------------- | ----------- | -------- | --------------- | --- |
| 1    | フジテレビ | （なし）       | 2011年12月30日 | 21:00-23:52 | 172分    | 14.7%           | 地上波初放送 |
| 2    | フジテレビ | 土曜プレミアム | 2012年9月15日  | 21:00-23:55 | 175分    | 16.7%           | |
| 3    | フジテレビ | 土曜プレミアム | 2024年10月12日 | 20:00-23:10 | 185分    | 9.5%            | 「踊るプロジェクト」の最新映画2部作「室井慎次 敗れざる者」（10月11日公開）、「室井慎次 生き続ける者」（11月15日公開）の公開記念」と題し、4Kリマスター&完全ノーカットで放送 |

## 係長 青島俊作 THE MOBILE
『係長 青島俊作 THE MOBILE 事件は取調室で起きている!』（かかりちょう あおしましゅんさく ザ・モバイル じけんはとりしらべしつでおきている!）は、映画公開前よりNTTドコモが展開するドコモ動画で無料配信される、映画の前日談となるオリジナル携帯動画。前年公開の映画『アマルフィ 女神の報酬』に対する『アマルフィ ビギンズ』に続いてドコモ動画でのプロモーションとなる。キャッチコピーは「ケータイでしか観られない青島がいる。」
2010年6月1日より毎週火曜日、金曜日に1話約7分の全12話（計84分）が配信された。最終的な総ダウンロード数は530万回とされる。また、東京・TOHOシネマズ日劇と大阪・TOHOシネマズ梅田の2館のみで2010年8月7日から13日の1週間限定レイトショー公開された。上映時間は75分。更に、CS放送日本映画専門チャンネルにて、『24時間まるごと「踊る大捜査線」THE MOVIE COMPLETE!!』（2011年7月31日の関連作品一挙放送）と銘打たれた特別企画の一環として、同作品が7月中に複数回放送された。2011年2月2日DVD発売。2012年8月25日に地上波で初めて、全話を一括放映した。

### ストーリー（係長）
2010年3月、2月に強行犯係係長になったばかりの青島が最初に担当した事件、居酒屋『だるま』で起きた会社員殴打事件と社長痴漢事件と中国人集団スリの3つの難事件。果たして青島は被疑者抑留期限48時間以内に事件を解決することができるのか。

### 出演（係長）
メインキャスト
- 青島俊作 - 織田裕二
- 篠原夏美 - 内田有紀
- 緒方薫 - 甲本雅裕
- 栗山孝治 - 川野直輝
- 王明才 - 滝藤賢一
- 中西修 - 小林すすむ
- 神田署長 - 北村総一朗
- 秋山副署長 - 斉藤暁
- 袴田健吾 - 小野武彦

ゲストキャスト
- 第1発見者・佐山 - 浅利陽介
- 被害者 ・竹下- 波岡一喜
- 被疑者・野村 - 中村靖日
- 被害者 ・はるか - 板野友美(AKB48)
- はるかの元カレ・竜太 - 山根和馬
- 被疑者・堂島 - 笹野高史
- 目撃者・小山田 - 姜暢雄

### スタッフ（係長）
- 製作 - 亀山千広
- 原案 - 君塚良一
- 脚本 - 金沢達也
- 音楽 - 松本晃彦
- 撮影 - 川越一成
- 編集 - 川村信二、田口拓也
- 選曲 - 藤村義孝
- 音効 - 近藤隆史
- 美術 - 梅田正則
- プロデュース - 臼井裕詞、古郡真也
- 演出 - 長瀬国博